# Karry Wang
Karry Wang, v kantonské výslovnosti: čínsky v českém přepisu Wang Ťün-kchaj, pchin-jinem Wáng Jùnkǎi, znaky zjednodušené 王俊凯, tradiční 王俊凱, anglicky Karry Wang (* 21. září 1999 Čchung-čching) je známý jako zpěvák v Číně. Zúčastnil se několika talentových soutěží. V září 2011 vydal první album Wo pu-jao kaj-pien. V červenci 2012 se společně s Roy Wangem nazpíval písničku I-ke siang sia-tchien, i-ke siang čchiou-tchien s níž získali popularitu. V srpnu 2013 společně s Roy Wangem a Jacksonem Yi vytvořili chlapeckou popovou skupinu TFBOYS, v Číně populární, jíž se stal lídrem.

## Životopis
Narodil 21. září 1999 v Čchung-čchingu. Navštěvoval základní školu v Pa-čungu, byl výborný žák. Odmalička se chtěl stát zpěvákem. V květnu 2011 se zúčastnil soutěže „Číňané mají talent“, ale nedostal se do druhého kola. V září 2011 vydal první album Wo pu-jao kaj-pien (我 不要 改变, „Nechci se měnit“). V únoru 2012 se zúčastnil soutěže „Mládeži, jdeme vpřed“ a dostal do semifinále, stejně jako v soutěži „Jsi nejtalentovanější“.
V červenci 2012 s Roy Wangem nazpívali píseň I-ke siang sia-tchien, i-ke siang čchiou-tchien (一个像夏天，一个像秋天, „Jeden jako léto, jeden jako podzim“), čímž získali popularitu.
Dne 6. srpna 2013 oficiálně s Roy Wangem a Jacksonem Yi zahájili činnost skupiny TFBOYS a vydali teaser Š’-nien (十年, Ten years, „Deset let“). Od té doby je Karry Wang stále oblíbenější, a to i ve Vietnamu, Thajsku a Japonsku. Jeho fanoušci se nazývají Malí krabi.
V roce 2014 získal cenu webu YinYueTai, roku 2015 získal s TFBOYS ceny „Nejoblíbenější skupina roku“ a „Nejlepší nováčci roku“ od Tencent QQ, dále cenu „Dobročinnost roku“ od Weibo.

## Diskografie

### Alba
| Datum      | Album                              | Seznam písničky                                                                                      | Spolupracující |
| ---------- | ---------------------------------- | --- | -------------- |
| 06.09.2011 | Mini album "Nechci se měnit"       | Nechci se měnit Byli jsme společně Stroi času                                                        | TF rodinnu     |
| 18.10.2013 | Mini album "Srdce-Láska, startuj!" | Srdce (Heart) Zvedáme křídla, sny (梦想起航) Láska, startuj! (爱出发)                                | TFBOYS         |
| 13.03.2014 | Album "Magický hrad"               | Magický hrad (魔法城堡)                                                                              | TFBOYS         |
| 17.11.2014 | Album "Manuál mládež"              | Manuál mládež (青春修炼手册) Symbol štěstí (幸运符号) Veselý ostrov (快乐环岛) Jméno víry (信仰之名) | TFBOYS         |

### Singly
| Datum      | Jméno                                                                | Spolupracující |
| ---------- | -------------------------------------------------------------------- | -------------- |
| 08/02/2012 | Pták v kleci 囚鸟 (cover)                                            | Solo           |
| 15/07/2012 | Jeden jako léto, jeden jako podzim 一个像夏天一个像秋天 试唱 (cover) | Roy Wang       |
| 05/02/2013 | Nejde se tam dostat 到不了(cover)                                    | Roy Wang       |
| 29/03/2013 | Kdy láska už je stará 当爱已成往事 (cover)                           | Roy Wang       |
| 31/05/2013 | Cibule 洋葱 (cover)                                                  | Roy Wang       |
| 26/08/2013 | Srdce - Heart                                                        | TFBOYS         |
| 17/09/2013 | Lásko, startuj! 爱出发                                               | TFBOYS         |
| 29/09/2013 | Zvedáme křídla snů 梦想起航                                          | TFBOYS         |
| 14/03/2014 | Ticho 安静 (Cover)                                                   | Solo           |
| 16/03/2014 | Magický hrad 魔法城堡                                                | TFBOYS         |
| 30/04/2014 | Nashledanou 再见 (Cover)                                             | Solo           |
| 18/08/2014 | Manuál mládeže 青春修炼手册                                          | TFBOYS         |
| 21/09/2014 | Pokračuji 继续 (Cover)                                               | Solo           |
| 23/09/2014 | Symbol štěstí 幸运符号                                               | TFBOYS         |
| 17/10/2014 | Kde je ten slib o šťástná lásce 说好的幸福呢 (Cover)                 | Solo           |
| 13/03/2015 | Ticho 安静 (Cover - guitar ver)                                      | Solo           |
| 20/03/2015 | Uctívání 宠爱                                                        | TFBOYS         |
| 03/04/2015 | Už nic neříkej 不要说话 (Cover)                                      | Solo           |
| 10/04/2015 | Mládež YOUNG 样                                                      | TFBOYS         |
| 23/04/2015 | Sláva 光荣                                                           | Solo           |
| 08/05/2015 | Mládež YOUNG 样                                                      | Solo           |
| 12/06/2015 | Ahoj, zítra 明天你好                                                 | Roy Wang       |
| 17/08/2015 | Big Dreamer 大梦想家                                                 | TFBOYS         |
| 28/08/2015 | Zbytek léta 剩下的盛夏                                               | TFBOYS ft. CUG |
| 01/01/2016 | Imperfect child 不完美的孩子                                         | TFBOYS         |
| 22/02/2016 | Truth is risky 不完美的孩子                                          | TFBOYS         |
| 11/05/2016 | Safe guard 守护家                                                    | TFBOYS         |
| 17/07/2016 | Budoucí útok 未来的进击                                              | TFBOYS         |
| 18/07/2016 | The missing of Ferris wheel 摩天輪的思念                             | Solo           |
| 12/08/2016 | Ode to a tree 树读                                                   | Solo           |
| 09/09/2016 | Little Genius 小精灵                                                 | TFBOYS         |
| 10/10/2016 | Právě ty 是你 MV                                                     | TFBOYS         |
| 30/12/2016 | Svatojánská muška 萤火                                               | TFBOYS         |
| 18/01/2017 | Bavlněná bunda 小棉袄                                                | Solo           |

## Ceny

### Se skupinou
- 14. dubna 2014 : Slavnostní vyhlášení Yinyuetai I. "Nejlepší skupina v Číně".
- 14. dubna 2014 : Slavnostní vyhlášení Yinyuetai I. "Nejlepší skupina přímým hlasováním"
- 15. ledna 2015 : Weibo "Dobročinnost v roce"
- 06. prosince 2014 : IQIYI: oceněn "Zlatou písní" (Manuál mládeže)
- 06. prosince 2014: IQIYI: "Nejolíbenější skupina"
- 25. března 2015 : Slavnostní vyhlášení Tencent QQ "Nejoblíbenější skupina" a "Nejlepší skupina"
- 11. dubna 2015 : Slavnostní vyhlášení Yinyuetai II. "Nejlepší skupina v Číně".
- 11. dubna 2015 : Slavnostní vyhlášení Yinyuetai II. "Nejlepší skupina přímým hlasováním"

### Individuální ocenění
- 22. června 2015 : TFBOYS - Wang Junkai získal rekord za sociální média v Guinnesově knize rekordů[2]

## Filmy
| Rok  | Jméno film                           | role  |
| ---- | ------------------------------------ | ----- |
| 2013 | Studovna chlapci akademie (sezóna 1) | Karry |
| 2014 | Studovna chlapci akademie (sezóna 2) | Karry |
| 2017 | Velká čínská zeď (film)              | Král  |